# Museo Agro Pontino
Il Museo Agro Pontino è un museo situato a Pontinia, in provincia di Latina. La struttura raccoglie le vicende storiche della città di Pontinia e del territorio circostante; si pone come obiettivo la conservazione, la conoscenza e la valorizzazione del patrimonio dei beni culturali locali.

## Descrizione
Viene inaugurato nel 2011 all'interno del vecchio mercato coperto comunale di Pontinia. La struttura è organizzata in 3 macro-aree: 
- map-lab: spazio polifunzionale concepito per i diversi gradi di scolarizzazione e per diverse educative;
- c'era una volta: rappresenta il racconto del territorio precedente la bonifica degli anni '20;
- ieri-oggi-domani: rappresenta il territorio dal post-bonifica fino ad oggi attraverso giornali e filmati d'epoca, ma anche opere d'arte e riviste.